# Die Abendröte im Westen
Die Abendröte im Westen (Blood Meridian Or The Evening Redness in the West) ist ein 1996 erstmals auf Deutsch erschienener Roman von Cormac McCarthy, der zur Zeit der Indianerkriege spielt. Die englischsprachige Erst- und Originalausgabe erschien 1985 bei Random House New York. Das Buch handelt von einer Gruppe von Verbrechern, die im amerikanisch-mexikanischen Grenzgebiet wahllos Indianer massakrieren und steht als Synonym dafür, dass die eigentliche Ausdehnung der Vereinigten Staaten von starker Gewalt begleitet war.
Das Werk gilt als bedeutender Roman des 20. Jahrhunderts. McCarthy verdankt ihm den Ruf eines der wichtigsten englischsprachigen Autoren seiner Zeit. Harold Bloom nannte Die Abendröte im Westen ferner „die beste einzelne Buchveröffentlichung seit Faulkners Als ich im Sterben lag.“

## Handlung
Der Roman beginnt im Jahr 1849 und erzählt die Geschichte eines namenlosen Jungen von anfangs vierzehn Jahren, dessen Mutter gestorben ist und der aus seinem verwahrlosten Elternhaus in Tennessee als Landstreicher in Richtung Westen flieht. Als er in einem Saloon um seinen vereinbarten Lohn betrogen wird, tötet er den Besitzer. Daraufhin wird er von einer Gruppe von Desperados unter der Führung eines Captain White angeheuert, welche in Mexiko Land erobern möchten. Das vollkommen unvorbereitete Vorhaben endet beinah damit, dass die Gruppe in der Chihuahua-Wüste verdurstet. Sie gerät am Ende jedoch in eine kämpferische Auseinandersetzung zwischen Mexikanern und Comanchen. Dabei werden die meisten Mitglieder der Gruppe, auch Captain White, getötet, der Junge kann sich jedoch bei den Kampfhandlungen verstecken und somit überleben. Der Angriff der Comanchen, wohl ein Racheakt auf mexikanische Attacken, wurde dabei äußerst brutal durchgeführt; weder Frauen noch Kinder wurden verschont und die Opfer regelrecht massakriert.
Der Gouverneur von Chihuahua stellt gegen die vor allem als kriegerisch empfundenen Apachen eine Gruppe von Kopfgeldjägern zusammen, welche durch eine Prämie auf jeden Apachen-Skalp bezahlt werden sollen. Als Führer dieser Gruppe wählt er John Joel Glanton, der schon als Texas Ranger im Mexikanisch-Amerikanischen Krieg durch seine Brutalität auffiel. Der Junge schließt sich dieser Glanton-Gang an, zu welcher unter anderem auch ein sogenannter Richter Holden gehört, welcher genialische Züge aufweist und gebildet ist, weiterhin Tobin, ein ehemaliger Priester und Toadvine, ein heruntergekommener, verstümmelter Landstreicher, welcher schon in Captain Whites Gruppe war. Als Scouts gehören einige Delawaren zur Gruppe. Nach einigem Umherziehen findet die Glanton-Gang eine eher friedlich wirkende Gruppe von Apachen. Die Gang greift die Apachen an und kann 128 von ihnen töten.  Mit der entsprechenden Anzahl an Skalps werden sie euphorisch bei ihrer Rückkehr in Chihuahua empfangen und feiern mit dem Lohn eine Orgie. Berauscht von sich selbst zieht die Gang dann weiter gewaltsam durch das Land, so dass sie sich die Gegenwehr von Mexikanern und Indianern zuziehen. Bald werden sie auch im Bundesstaat Chihuahua nicht mehr geduldet. Zwar erhalten sie vom Gouverneur von Sonora ein weiteres Kopfgeldangebot, doch sie ziehen weiter in Richtung Kalifornien.
Auf dem Weg nach Westen sehen sie in Arizona die Möglichkeit an einer Fährenstation am Colorado River, welche von Goldgräbern genutzt wird, die Passagiere auszunehmen und schließen hierzu mit den dort ansässigen Yuma eine Vereinbarung, die sie allerdings dazu nutzen, die Yuma zu verraten. Als Racheakt greifen diese einige Zeit später die Gangmitglieder an und töten dabei unter anderem Glanton. Der Junge flieht zusammen mit Tobin in die wüstenähnliche Umgebung. Hier begegnen sich die noch lebenden Mitglieder der Glanton-Gang, aber es herrscht ein großes Misstrauen. Insbesondere fürchtet sich und warnt der Ex-Priester Tobin vor dem diabolisch anmutenden Richter Holden. Mit letzter Kraft und verletzt können sich der Junge und Tobin nach Los Angeles durchschlagen. Hier versucht Tobin einen Arzt zu finden und wird daraufhin von dem Jungen nicht mehr gesehen. Auch der Junge muss sich medizinisch versorgen lassen und überlebt. Kurze Zeit später wird er mitbekommen, wie in der Stadt zwei Gangmitglieder – einer davon ist Toadvine – hingerichtet werden.
Zwölf Jahre später begegnen sich der Junge und Richter Holden im Saloon einer Kleinstadt wieder. Der Richter prophezeit dem Jungen, jetzt „der Mann“ genannt, dass er noch in dieser Nacht sterben wird und hält ihm einen Vortrag über das Schicksal des Menschen, indem er den Saloon und das Tanzen dort als Metapher aufgreift. Er spricht von der Gleichgültigkeit der Götter und davon, dass nur Schwache und Gescheiterte sich auf eine höhere Macht bezögen. Als der Mann kurz darauf eine Latrine aufsucht, stößt er dort auf den Richter, der ihn an seine Brust drückt und die Tür hinter dem Mann verriegelt. Dass der Richter ihn danach tötet, wird nur noch angedeutet, da andere Gäste in der Toilette etwas Schreckliches finden. Der Richter selbst dirigiert am Ende den Tanz im Saloon wie ein übermenschliches Wesen. Er sagt von sich selbst, dass er nie schläft und nie stirbt.

## Schreibstil
Der Roman ist nicht in einem klassischen Handlungsstrang aufgebaut wie bei Abenteuer- oder Westernliteratur üblich. Stattdessen schildert er in dreiundzwanzig Kapiteln, teilweise auch im Rückblick, episodenhaft die Begebenheiten, die der in ihrer Besetzung wechselnden Gruppe zustoßen. Dabei spielen emotionale Kälte und sinnlose Gewalt eine beherrschende Rolle.
Alle Figuren sind teils durch Pragmatismus, emotionale Gleichgültigkeit, Grausamkeit oder Zynismus charakterisiert. Der Erzähler vermeidet eine Wertung des jeweiligen Verhaltens, wenn nicht sogar der Eindruck entsteht, das jeweilige Verhalten sei, egal wie schrecklich, situativ bedingt und nachvollziehbar.
Dabei sind mit John Joel Glanton und wohl auch Richter Holden zwei real existierende Personen dieser Zeit in die Handlung eingefügt und auch die Kopfgeldprämie sowie Goldgräber sind für den genannten Zeitraum belegt.
Anders als bei William Faulkner, mit dem McCarthy oft verglichen wird, werden die Personen nicht psychologisiert, sondern nur in auktorialer Perspektive beschrieben. Dabei entsteht durch die beinah ausschließliche Verwendung von Parataxen ein zäher, gleichwohl treibender Erzählrhythmus, was teilweise einen psalmartigen Erzählsound erzeugt.

## Rezeption
Der Roman bricht mit den Vorstellungen vom abenteuerlichen „Wilden Westen“ und der kulturellen Leistung seiner Erschließung. Der ziellose Zug durch den Westen der USA und die pure Destruktivität der handelnden Personen können als eine Metapher auf die Vergeblichkeit und die Fragwürdigkeit aller kulturellen Anstrengungen und Leistungen des Menschen angesehen werden.
Auch wenn McCarthys fünfter Roman zum Zeitpunkt des Erscheinens wieder nur wenig Leser fand, wurde er von wichtigen amerikanischen Zeitungen rezensiert. So liest Jonathan Yardley in der Washington Post ein Werk mit äußerst brutalen Darstellungen, welche wohl nicht einmal von Sam Peckinpah verfilmt werden könnten. Für eine Demythologisierung des Wilden Westens hält es der Autor in seiner Gewaltintensität für übertrieben. Dagegen meint Caryn James in der New York Times, dass es ein schwer zu lesendes Buch ist, aber man es gelesen haben muss. Sie bewundert die Sprachkraft des Autors und findet in der Darstellung des Bösen in der Realität auch surreale Züge.
Die deutschsprachige Kritik reagierte erst, als der Autor Anfang der 1990er in den USA populärer wurde. So berichtet Matthias Matussek 1992 im Spiegel von einer archaischen Welt von Verlorenen und sieht in der Darstellung der Personen einen bekannten Sadisten dieser Zeit, John Wesley Hardin, als Vorbild.
Als das Werk von Hans Wolf übersetzt 1996 im Rowohlt Verlag erschien, äußerte sich  Hubert Spiegel in der Frankfurter Allgemeinen Zeitung:

„McCarthy beschreibt Geschichte und Fortschritt des Menschen als Ausgeburt niedrigster Triebe, die ihn zum unausweichlichen Untergang verdammen. Er tut das lakonisch und poetisch, ohne Mitleid, ohne falsche Hoffnung, aber mit den traumklaren Bildern eines großen Visionärs.“

„Der Roman ist großartig in seiner Sprachkraft und seinem Bilderreichtum, er ist grandios in seinen Landschaftsbeschreibungen, verstörend in seiner Darstellung nackter Gewalt.“

Auch in der englischsprachigen Literaturwelt änderte sich das Echo auf McCarthys Arbeit, als er 1992 für All die schönen Pferde den National Book Award erhielt und nun nicht nur Literaturkennern, sondern auch dem breiten Publikum bekannt wurde. Der amerikanische Kulturkritiker Steven Shaviro schrieb, dass Die Abendröte im Westen in der amerikanischen Literatur nur mit Moby-Dick verglichen werden könne.
Aleksandar Hemon nannte das Buch den „besten amerikanischen Roman der letzten 30 Jahre“. The New York Times brachte 2006 eine Liste der besten und bedeutsamsten Werke der englischsprachigen Literaturwelt der letzten 25 Jahre heraus. Die Abendröte im Westen belegte hinter Don DeLillos Unterwelt und Toni Morrisons Menschenkind den dritten Platz. Auch das Magazin Time würdigte McCarthys Roman als einen der größten der englischen Sprache seiner Zeit und nahm ihn in ihre Liste der besten zwischen 1923 und 2005 erschienenen Belletristiktitel auf.
Aufgrund der starken Gewaltdarstellung im Buch scheiterte bislang eine Verfilmung. Selbst unter Ridley Scott kam dieses Projekt nicht zustande.

## Sekundärliteratur
- J. Douglas Canfield: Mavericks on the Border: Early Southwest in Historical fiction and Film. University Press of Kentucky, 2001, ISBN 0-8131-2180-9.
- Leo. Daugherty: Gravers False and True: Blood Meridian as Gnostic Tragedy. Southern Quarterly, 30, No. 4, 1992, S. 122–133.
- James D. Lilley: History and the Ugly Facts of Blood Meridian. in: Cormac McCarthy: New Directions. University of New Mexico Press, Albuquerque.
- Barcley Owens: Cormac McCarthy’s Western Novels. University of Arizona Press, 2000, ISBN 0-8165-1928-5.
- Christoph Schneider: Pastorale Hoffnungslosigkeit. Cormac McCarthy und das Böse. in: Natalia Borissova, Susi K. Frank, Andreas Kraft (Hrsg.): Zwischen Apokalypse und Alltag. Kriegsnarrative des 20. und 21. Jahrhunderts, Bielefeld 2009: transcript, S. 171–200.
- Steven Shaviro: A Reading of Blood Meridian. Southern Quarterly 30, No. 4, 1992.
- Patrick W. Shaw: The Kid’s Fate, the Judge’s Guilt: Ramifications of Closure in Cormac McCarthy’s Blood Meridian. Southern Literary Journal, Fall 1997, S. 102–119.
- Billy J. Stratton: „el brujo es un coyote“. Taxonomies of Trauma in Cormac McCarthy’s Blood Meridian. Arizona Quarterly: A Journal of American Literature, Culture, and Theory 67.3 (2011): 151–172.

## Ausgaben
- Originalausgabe: Blood Meridian Or The Evening Redness in the West. Random House, 1985.
- Deutsche Erstausgabe: Die Abendröte im Westen. (Übersetzung von Hans Wolf), Rowohlt Verlag, Hamburg 1996, ISBN 3-498-04374-9.